# Les Noës-près-Troyes
Les Noës-près-Troyes település Franciaországban, Aube megyében. Lakosainak száma 3260 fő (2022. január 1.). Les Noës-près-Troyes La Chapelle-Saint-Luc, Sainte-Savine és Troyes községekkel határos.

## Népesség
A település népessége az elmúlt években az alábbi módon változott:
| Lakosok száma | 1244 | 3678 | 3398 | 3185 | 3187 | 3244 | 3282 | 3280 | 3279 | 3260 |
|               | 1968 | 1982 | 1990 | 2006 | 2013 | 2015 | 2017 | 2019 | 2020 | 2022 |